# Bufotes latastii
Bufotes latastii (wissenschaftliche Synonyme, nicht mehr gültig: Bufo latastii, Bufo siachinensis, Pseudepidalea latastii) ist ein Froschlurch aus der Gattung Bufotes innerhalb der Familie der Kröten (Bufonidae). Die diploide Amphibienart zählt genetisch zu der 2019 taxonomisch neu eingeteilten Gruppe der Wechselkröten. C. Dufresnes u. a.(2019) haben den genetischen Ursprung von 15 Arten innerhalb der Gattung Bufotes zurückverfolgt und gezeigt, dass B. oblongus, B. zugmeieri, B. pseudoraddei und B. pewzowi unmittelbar von B. latastii aus dem Westhimalaja abstammen. Die Ladakh-Kröte (Syn.: Baltistan-Kröte), gilt somit phylogenetisch als eine der Ursprungsarten für die Gattung Bufotes.

## Merkmale

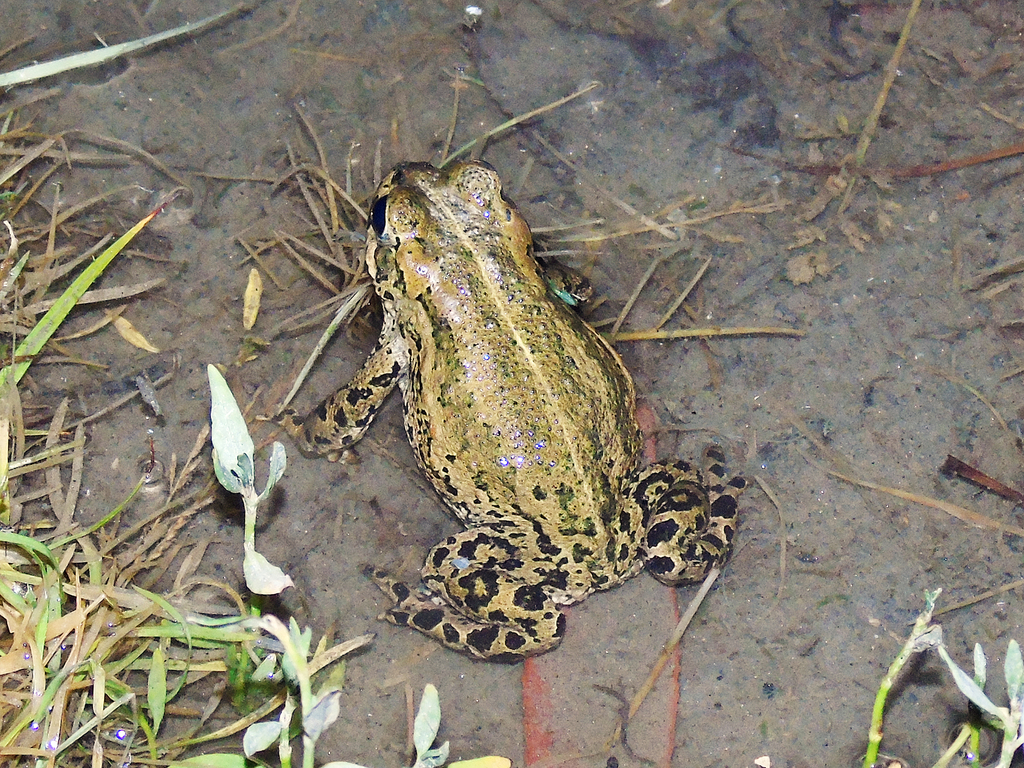
Ladakh-Kröte (Bufotes latastii) am Laichgewässer, Sonderterritorium Gilgit-Baltistan, Pakistan

Die kleinwüchsige (bis max. 6 cm), Wechselkröte, erinnert aufgrund ihrer Morphologie und ihrer hüpfenden Fortbewegung mehr an einen Grünfrosch als an eine Kröte. Ihr Trommelfell ist gut sichtbar und funktionsfähig. Auf dem Rücken verlaufen in Längsrichtung dunkelgrüne Streifen, die reich mit Drüsen besetzt sind. Bei manchen Exemplaren zeigt sich zudem noch eine gelbliche Linie, wie man es sonst von der Kreuzkröte kennt. Die Parotiden sind relativ kurz, mit je einer scharf ausgeprägten Ausbuchtung, die bis unter das Niveau des unteren Tympanumrandes hinabragt. Die Extremitäten besitzen die für Wechselkröten typischen olivgrünen Flecken. Die dunkelbraun gefärbten Kaulquappen besitzen die übliche Bufoniden-Labialzahnreihenformel 2 (2)/3 und ernähren sich von Kiesel- und Grünalgen.

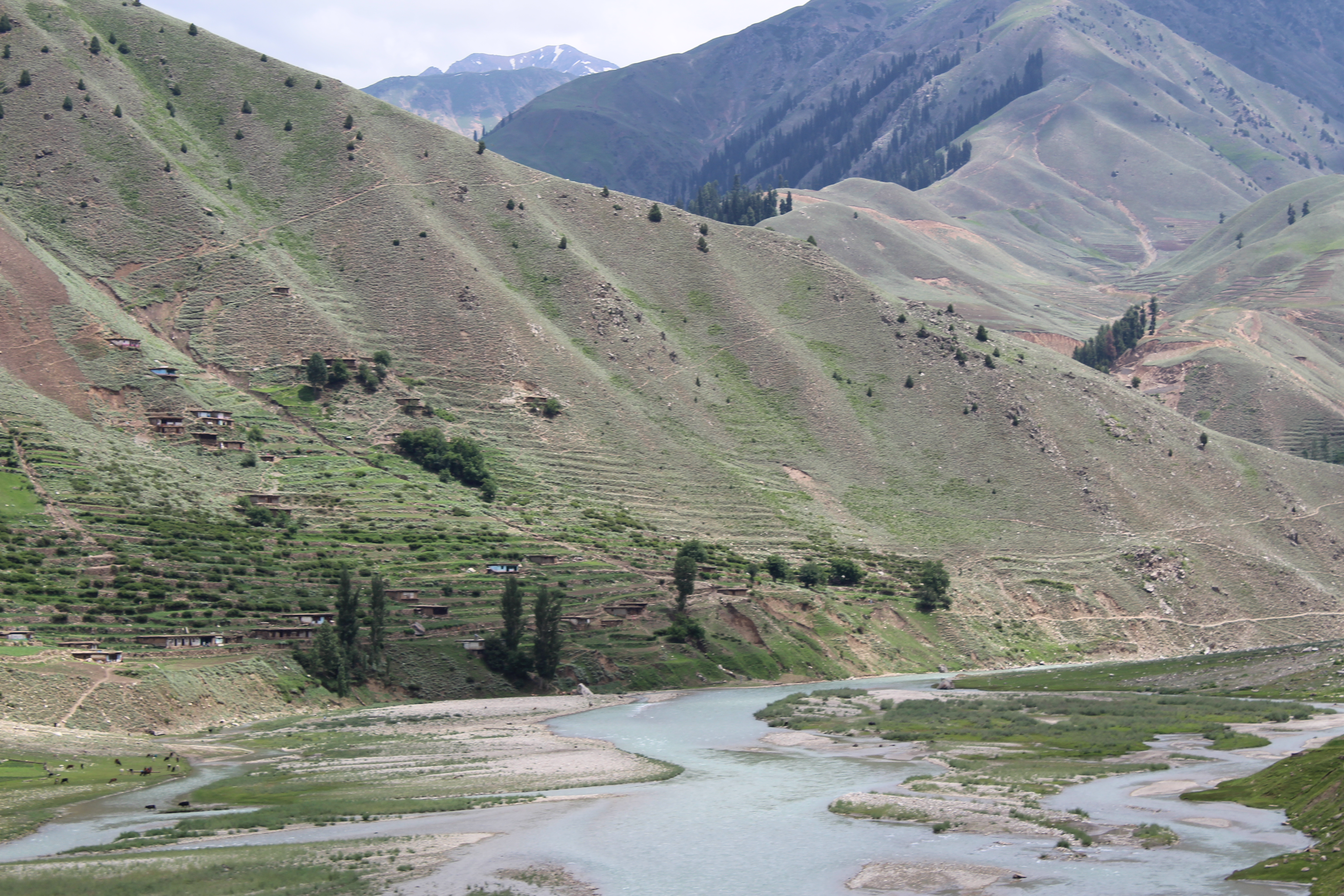
Schotteraue am Gilgit, Lebensraum der Ladakh-Kröte

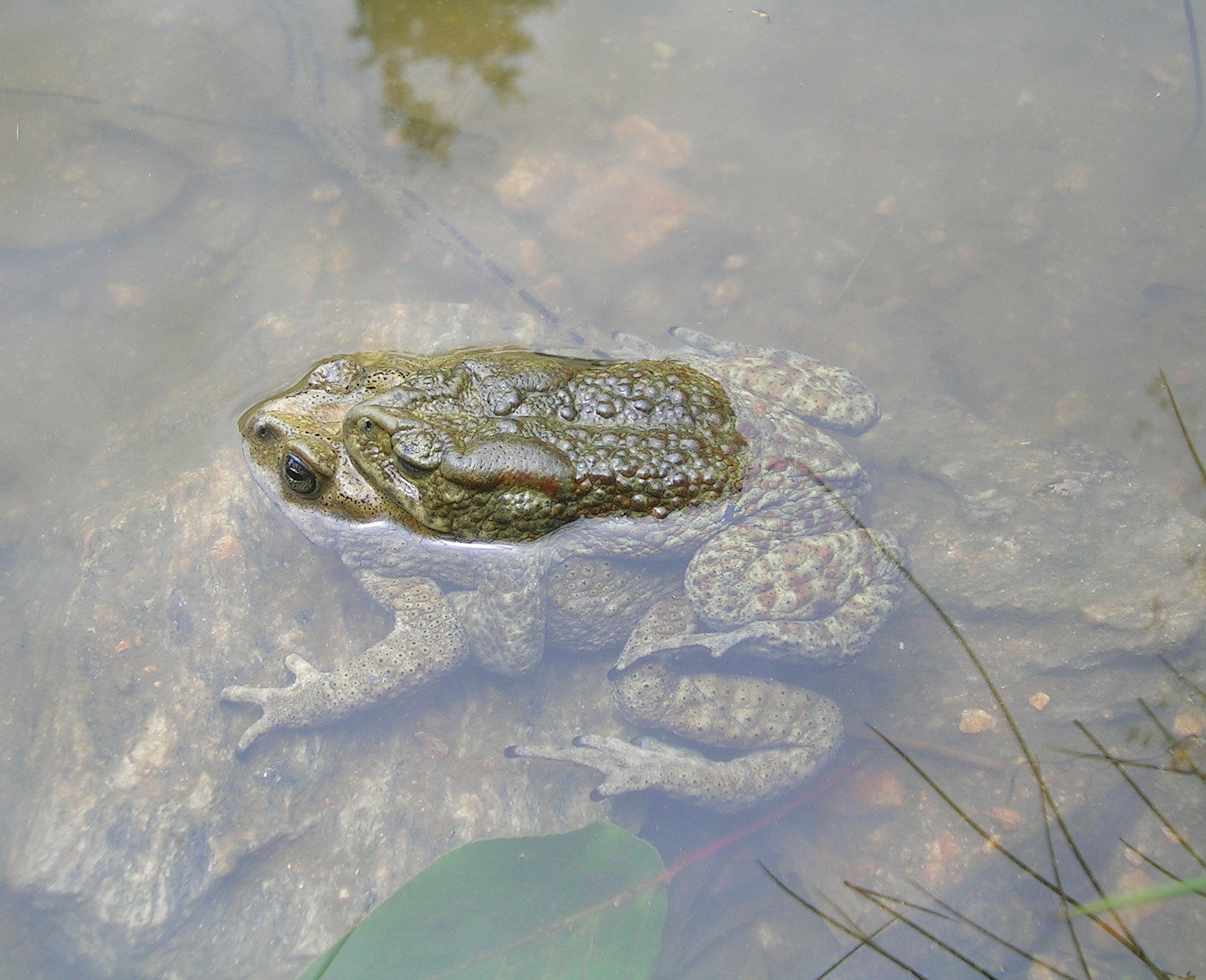
Himalaya-Kröten (Duttaphrynus himalayanus), Kopula

## Verbreitung
Das Verbreitungsgebiet von B. latastii ist auf Nordpakistan, das Kaschmir-Tal und das westliche Ladakh in Indien beschränkt. Ladakh ist eine sehr trockene Region, da die Hauptkette des Himalaya verhindert, dass die indischen Sommermonsune bis in die Halbwüstengebiete vordringen. Die Kröte wurde dort in Höhen von 780 bis 3200 m über dem Meeresspiegel nachgewiesen. Die Verbreitung von B. latastii im westlichen Himalaya ist wohl endemisch. Syntop findet sich auch die Himalaya-Kröte (Duttaphrynus  himalayanus). Sie laicht ebenso im direkten Umfeld von Bergbächen ab.
Das links abgebildete Exemplar der Ladakh-Kröte stammt aus dem Umfeld des Gilgit, der am Shandur-See auf einer Gebirgshochebene entspringt. Der Fluss fließt vom Shandur-See in Richtung Osten zur gleichnamigen Stadt Gilgit-Baltistan. Anschließend mündet er in den Indus. Bei Gilgit, unterhalb des Nanga Parbat, befinden sich auf den Felswänden entlang des Indus zahlreiche Felszeichnungen (Petroglyphen) und ca. 5.000 Inschriften aus einem Zeitraum von Epipaläolithikum bzw. der Jungsteinzeit bis zur Islamisierung der Region im 14. Jahrhundert.

## Gefährdung und Schutz
Laut IUCN gilt die Art als nicht gefährdet (Least concern, Stand: 2004). Die Einstufung ist inzwischen aufgrund mangelnder Datenlage unklar. In Pakistan lebt B. latastii laut IUCN im Nationalpark Khunjerab sowie im Naturschutzgebiet Zentral-Karakorum-Nationalpark. Der Khunjerab-Nationalpark ist Pakistans drittgrößter Nationalpark und bekannt für seine Schneeleoparden und Bären. Es ist davon auszugehen, dass dort keine gravierenden Eingriffe in Natur und Landschaft stattfinden.